# Coll de Codó
El Coll de Codó és un coll a 1.450,5 m. alt. situat en la carena que separa els termes de Senterada (enclavament de Larén) i de la Torre de Cabdella (antic terme de la Pobleta de Bellveí.
És al costat nord del Tossal del Codó i a l'extrem septentrional del Serradet del Far. També és al sud-sud-est del Tossal de la Creu. Del Coll de Codó davalla cap al sud-oest la llau del Codó, i cap al sud-est, el barranc del Torrent.